# خيرمان أوروزكو
خيرمان أوروزكو (بالإسبانية: Germán Orozco) هو لاعب هوكي الحقل أرجنتيني، ولد في 16 يناير 1976.

## وصلات خارجية
- خيرمان أوروزكو على موقع الاتحاد الدولي للهوكي (الإنجليزية)
- خيرمان أوروزكو على موقع أوليمبيديا (الإنجليزية)